# Leonie Küng
Leonie Küng (Beringen, 21 oktober 2000) is een tennisspeelster uit Zwitserland. Zij begon op zesjarige leeftijd met het spelen van tennis. Haar favoriete ondergrond is gras en hardcourt. Zij speelt rechtshandig en heeft een tweehandige backhand.

## Loopbaan
In 2018 verloor Küng de meisjesfinale van Wimbledon 2018 van Iga Świątek. Een week later speelde Küng voor het eerst op een WTA-hoofdtoernooi, op het toernooi van Gstaad – zij verloor haar openingspartij van de Zweedse Johanna Larsson.
In februari 2020 speelde zij op haar tweede WTA-toernooi, het toernooi van Hua Hin, in de finale tegen Magda Linette; de Poolse won. In augustus kwam Küng binnen in de top 150 van de wereldranglijst.
In 2021 won zij haar eerste WTA-titel, op het dubbelspeltoernooi van Båstad, samen met de Zweedse Mirjam Björklund.

## Posities op deWTA-ranglijst
Positie per einde seizoen:
| jaar | rang enkelspel | rang dubbelspel |
| ---- | -------------- | --------------- |
| 2016 | 878            | 862             |
| 2017 | 611            | 796             |
| 2018 | 446            | 397             |
| 2019 | 330            | 412             |
| 2020 | 157            | 333             |

## Palmares
| Legenda                 |
| ----------------------- |
| Grandslamtoernooi       |
| Olympische Spelen       |
| Year-End Championships  |
| Premier Mandatory       |
| Premier Five / WTA 1000 |
| Premier / WTA 500       |
| International / WTA 250 |
| Challenger / WTA 125    |

### WTA-finaleplaatsen enkelspel
| nr.              | finale     | toernooi    | ondergrond | tegenstandster | score    |         |
| ---------------- | ---------- | ----------- | ---------- | -------------- | -------- | ------- |
| gewonnen finales |            |             |            |                |          |         |
| geen             |            |             |            |                |          |         |
| verloren finales |            |             |            |                |          |         |
| 1.               | 2020-02-16 | WTA Hua Hin | hardcourt  | Magda Linette  | 3-6, 2-6 | details |

### WTA-finaleplaatsen vrouwendubbelspel
| nr.              | finale     | toernooi   | ondergrond | partner          | tegenstandsters                     | score            |         |
| ---------------- | ---------- | ---------- | ---------- | ---------------- | ----------------------------------- | ---------------- | ------- |
| gewonnen finales |            |            |            |                  |                                     |                  |         |
| 1.               | 2021-07-10 | WTA Båstad | gravel     | Mirjam Björklund | Tereza Mihalíková Kamilla Rachimova | 5-7, 6-3, [10-5] | details |
| verloren finales |            |            |            |                  |                                     |                  |         |
| geen             |            |            |            |                  |                                     |                  |         |